# 18 Brygada Rakiet Operacyjno-Taktycznych
18 Brygada Artylerii im. gen. dyw. Franciszka Jóźwiaka (18 BA) / 18 Armijna Brygada Rakiet Operacyjno-Taktycznych (18 ABROT) – związek taktyczny Wojsk Rakietowych Sił Zbrojnych PRL.

## Historia
Brygada sformowana została w lutym 1962, w garnizonie Bolesławiec, jako 18 Brygada Artylerii (w celu utrzymania w tajemnicy rzeczywistego charakteru jednostki). Brygada uzbrojona w zestawy rakietowe R-170 stanowiła główny środek uderzeniowy 2 Armii Ogólnowojskowej formowanej na wypadek wojny na bazie Śląskiego Okręgu Wojskowego. W 1963 r. Brygada wzięła udział w szkoleniu na poligonie rakietowym w ZSRR, gdzie po raz pierwszy dokonano odpalenia rakiet klasy ziemia-ziemia. W 1992 Brygadę przeformowano w 18 pułk rakiet.
Brygada w okresie wojny mogła niszczyć uderzeniami rakietowo – jądrowymi i chemicznymi cele znajdujące się w przewidywanym pasie natarcia armii. Głowice jądrowe i chemiczne miały pochodzić ze składów Armii Radzieckiej.

## Skład organizacyjny i uzbrojenie
dowództwo i sztab
- dwa dywizjony artylerii (9 i 13 da)[b]
  - bateria dowodzenia
  - 3 x baterie startowe (1 wyrzutnia w każdej baterii)
  - pluton obsługi technicznej
  - sekcja gospodarcza
  - sekcja remontu pojazdów
- bateria dowodzenia
- bateria techniczna
- bateria transportowo-gospodarcza
- kompania maszyn inżynieryjnych
- pluton obrony przeciwchemicznej
- warsztaty remontowe
- kompania saperów
- klucz śmigłowców

Uzbrojenie brygady w latach 60. stanowiło 6 wyrzutni rakietowych 9K51 (R-170) na podwoziu działa samobieżnego ISU-152, które mogły odpalać rakiety R-11M z głowicą jądrową o mocy 20 lub 40 kT. (oznaczenie NATO – Scud)
W latach 70. wprowadzono na uzbrojenie nowe wyrzutnie rakietowe typu 9K72 Elbrus (R-300) na podwoziu samochodu ciężarowego MAZ-543P, które mogły odpalać rakiety R-14 z głowicą jądrową o mocy 20, 40 lub 100 kT. (oznaczenie NATO – Scud B)

## Dowódcy
Żuralski, Historia 9 dywizjonu 18 Brygady Artylerii,Bolesławiec 1994, s.44
- mjr Fryderyk Lwowski (p.o. do 14.05.1962
- płk Antoni Stocki (p.o.) do 14.07.1962
- płk / gen. bryg. Czesław Dęga do 08.05.1964
- płk Walenty Romanowski do 13.10.1972
- płk Antoni Skibiński do 20.10.1975
- płk Józef Grudzień p.o. 18.08.1976
- płk Janusz Łuczyk do 31.08.1979
- płk Józef Grudzień do 23.09. 1979
- płk Leon Moszczyński (p.o.) do 21.01.1980
- płk Jan Bieniek (p.o.) do 21.09.1980
- płk Kazimierz Klimek do 22.12.1984
- płk Jerzy Wolny do 18.02.1989
- płk Tadeusz Żuchowski do 31.12.1992